# Bar Harbor
Pour les articles homonymes, voir Bar.
Bar Harbor est une ville américaine de l'État du Maine, dans le comté de Hancock. Elle est la principale agglomération de l'île des Monts Déserts, une île de 280 km2 reliée au continent par un pont routier.
En 2000, sa population était de 4 820 habitants, nombre qui s'accroît fortement en été.

## Histoire
Site de pêche et de chasse pour le peuple amérindien des Abénaquis, l'île a été visitée par Samuel de Champlain en 1604.
Le 2 juillet 1613, le capitaine anglais Samuel Argall, à bord du Treasurer, transportant 60 soldats et 14 pièces d’artillerie, réussit une expédition contre Saint-Sauveur en Acadie, aujourd'hui Lamoine, près de Bar Harbor. Les Français doivent abandonner leur village.
En 1688, elle a été octroyée par le gouverneur de la Nouvelle-France à Antoine de Lamothe-Cadillac, qui n'occupa cependant pas sa concession.
En 1763, des colons érigèrent les premières constructions de Bar Harbor. La ville fut incorporée en 1796 sous le nom d'Eden. Au XIXe siècle, des artistes peintres prirent l'habitude de s'y rendre pour peindre des scènes marines, ce qui attira des vacanciers et entraîna la construction d'hôtels et de riches résidences d'été. Des activités comme le golf, le yachting et les promenades en voitures à cheval se développèrent.
En 1918, la ville d'Eden prit le nom de Bar Harbor.

## Géographie
Bar Harbor est située sur la côte Nord-Est de l'île des Monts Déserts, dans  Frenchman Bay (baie du Français).

## Économie
- Pêche au homard
- Tourisme
- College of the Atlantic, établissement universitaire fondé en 1969 spécialisé en écologie humaine

## Tourisme
- Proximité de l'Acadia National Park

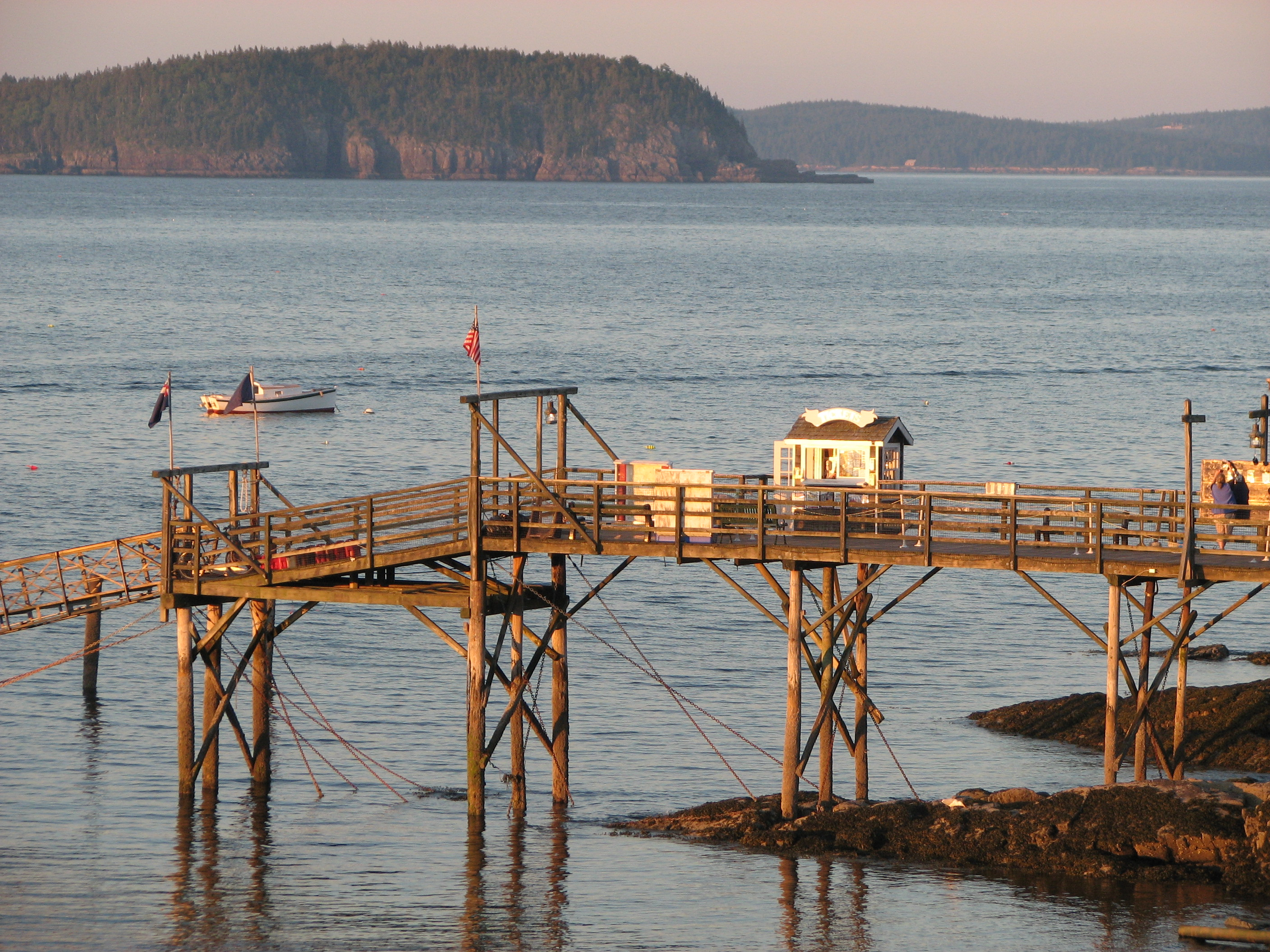
Jetée dans le port de Bar Harbor.

- L'Abbe Museum, dédié à une exploration des peuples natifs du Manie, les Wabanaki.
- Lieu de villégiature estivale depuis la fin du XIXe siècle
- Port d'une ligne de ferry (traversiers) reliant l'île des Monts Déserts à Yarmouth en Nouvelle-Écosse

## Personnalités liées à la commune
- Mary Dreier, syndicaliste et suffragette américaine
- Rudolf Ernst Brünnow (1858-1917), orientaliste et philologue germano-américain, mort à Bar Harbor
- Marguerite Yourcenar, femme de lettres française
- Charles Hobaugh, astronaute
- Clarence C. Little, fondateur du Jackson Laboratory (en)
- Ángelos Sikelianós, poète grec
- Garry Davis, fondateur du mouvement Citoyens du Monde

## Galerie

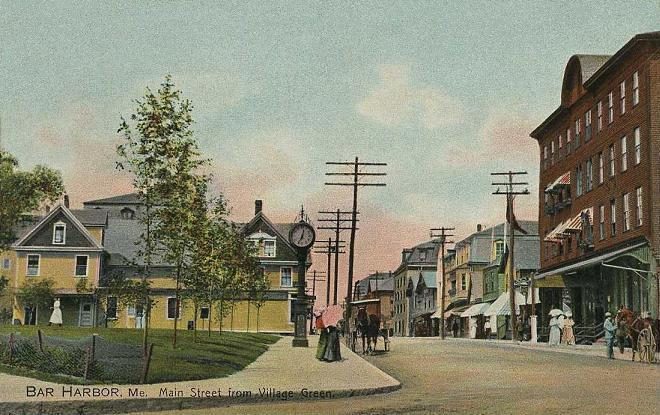
Main Street, vers 1908.
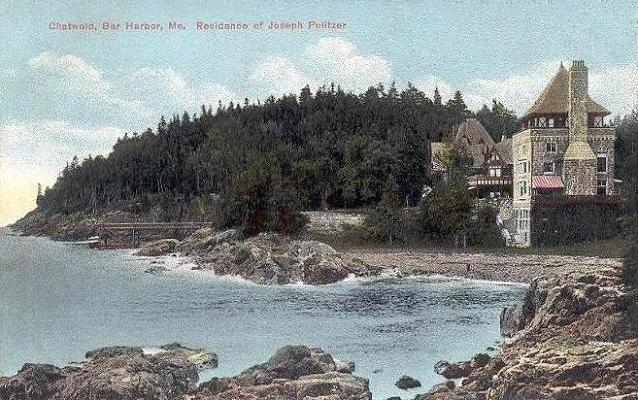
Chatwold, vers 1908.
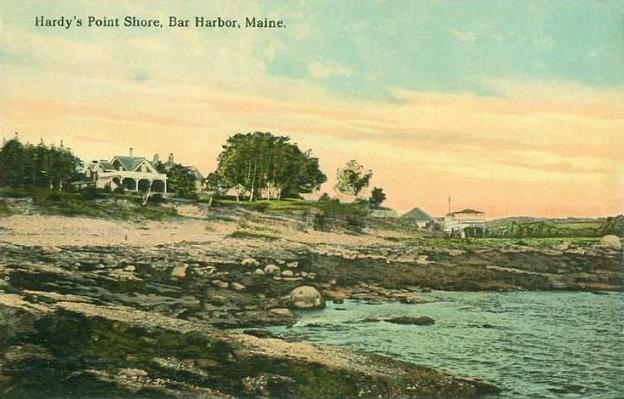
Hardy's Point, vers 1912.
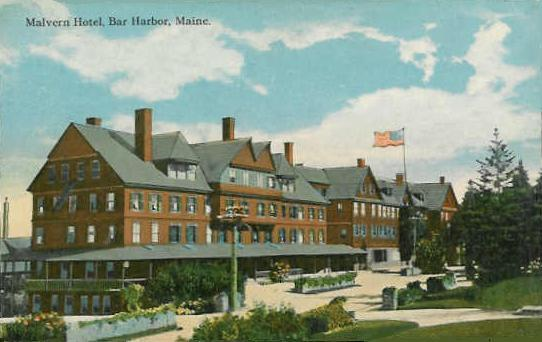
Malvern Hotel, vers 1912.
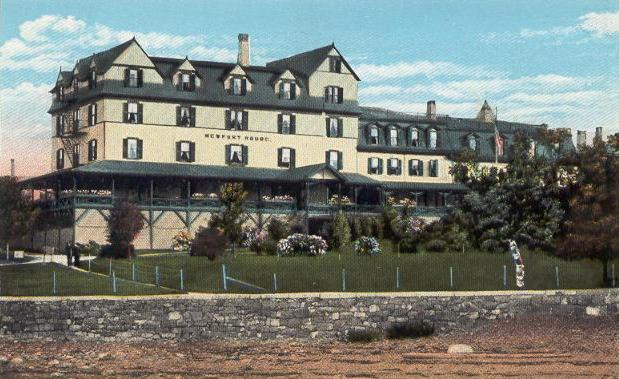
Newport House, vers 1920.
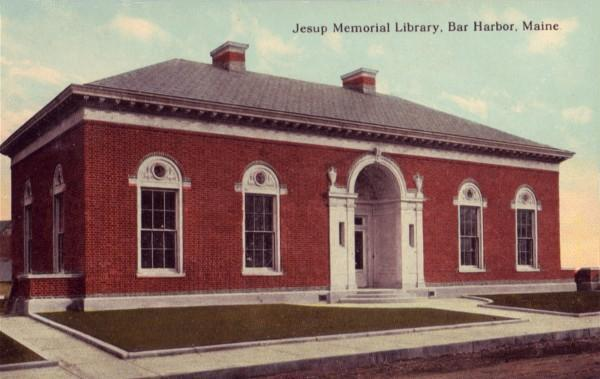
Jesup Library, vers 1912.
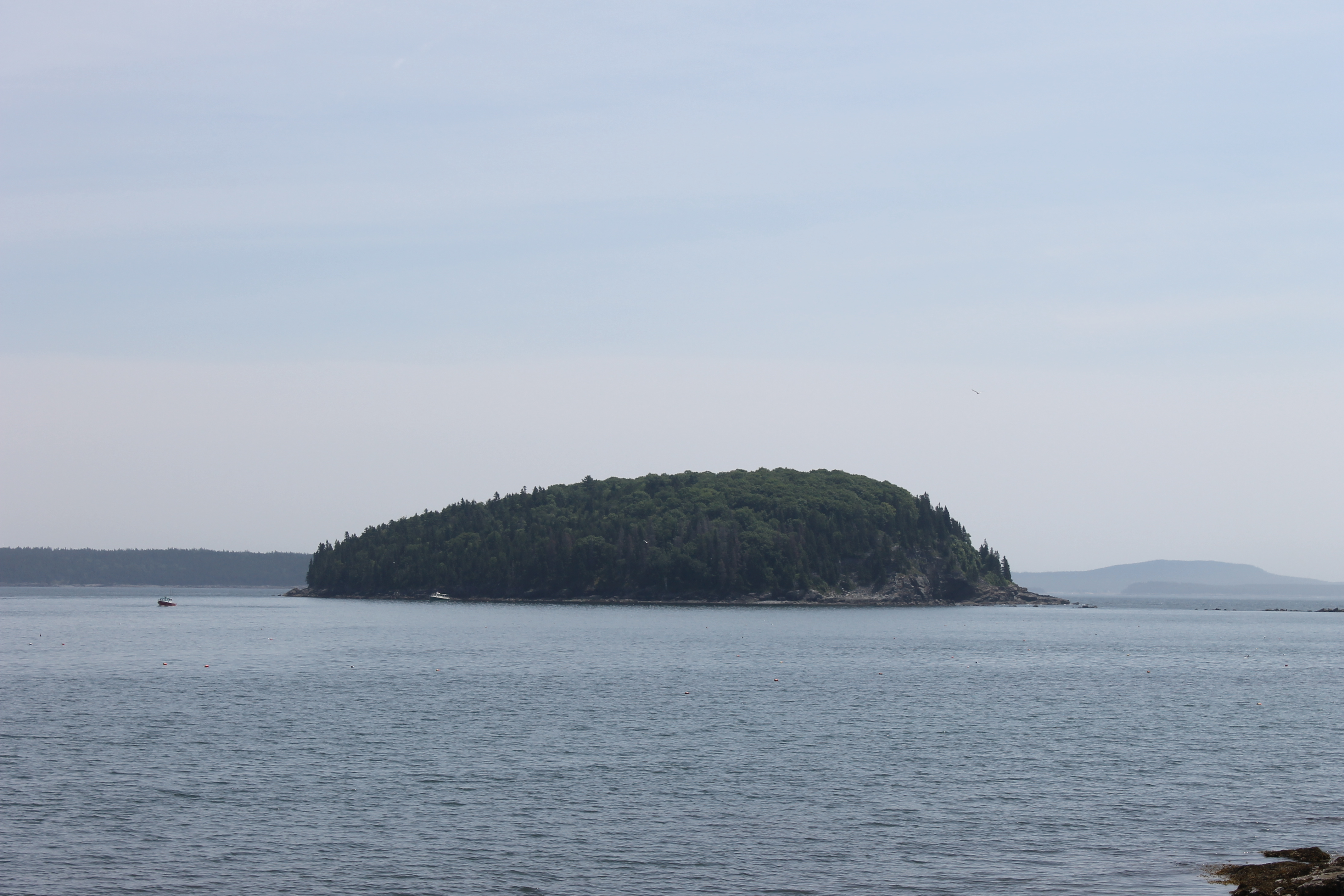
Île à Frenchman Bay.
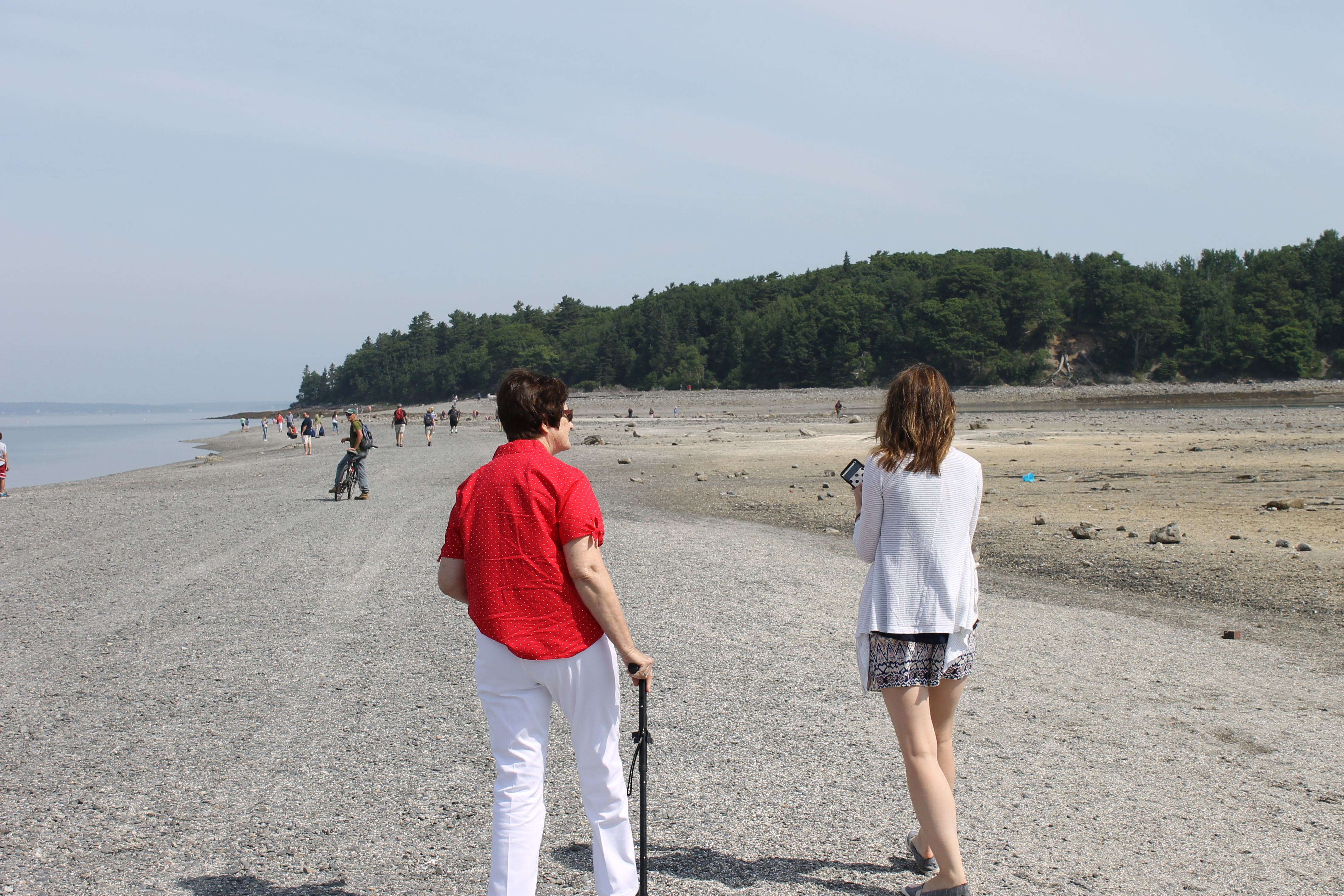
Plage vers l'océan Atlantique.
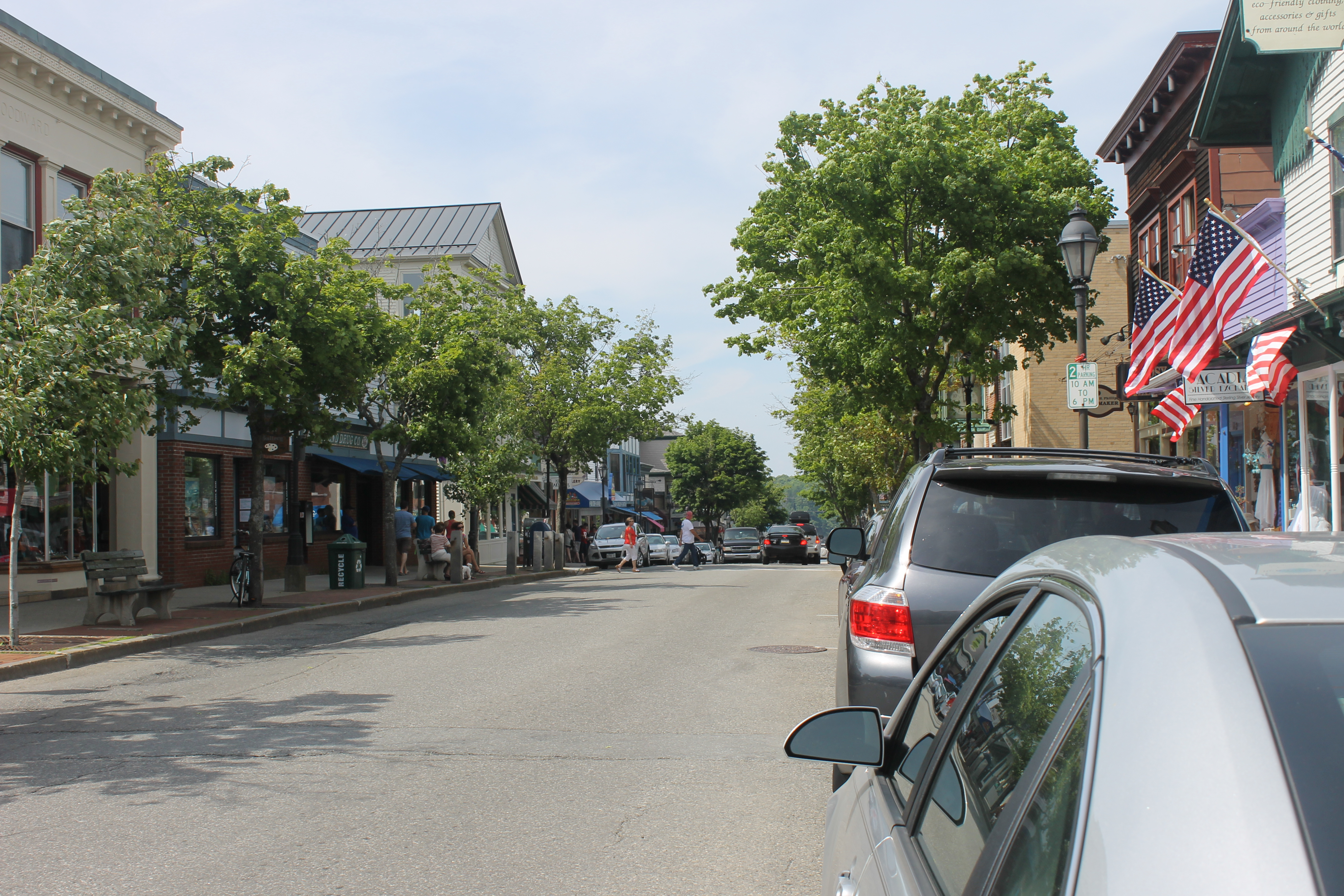
Main Street, en 2014.
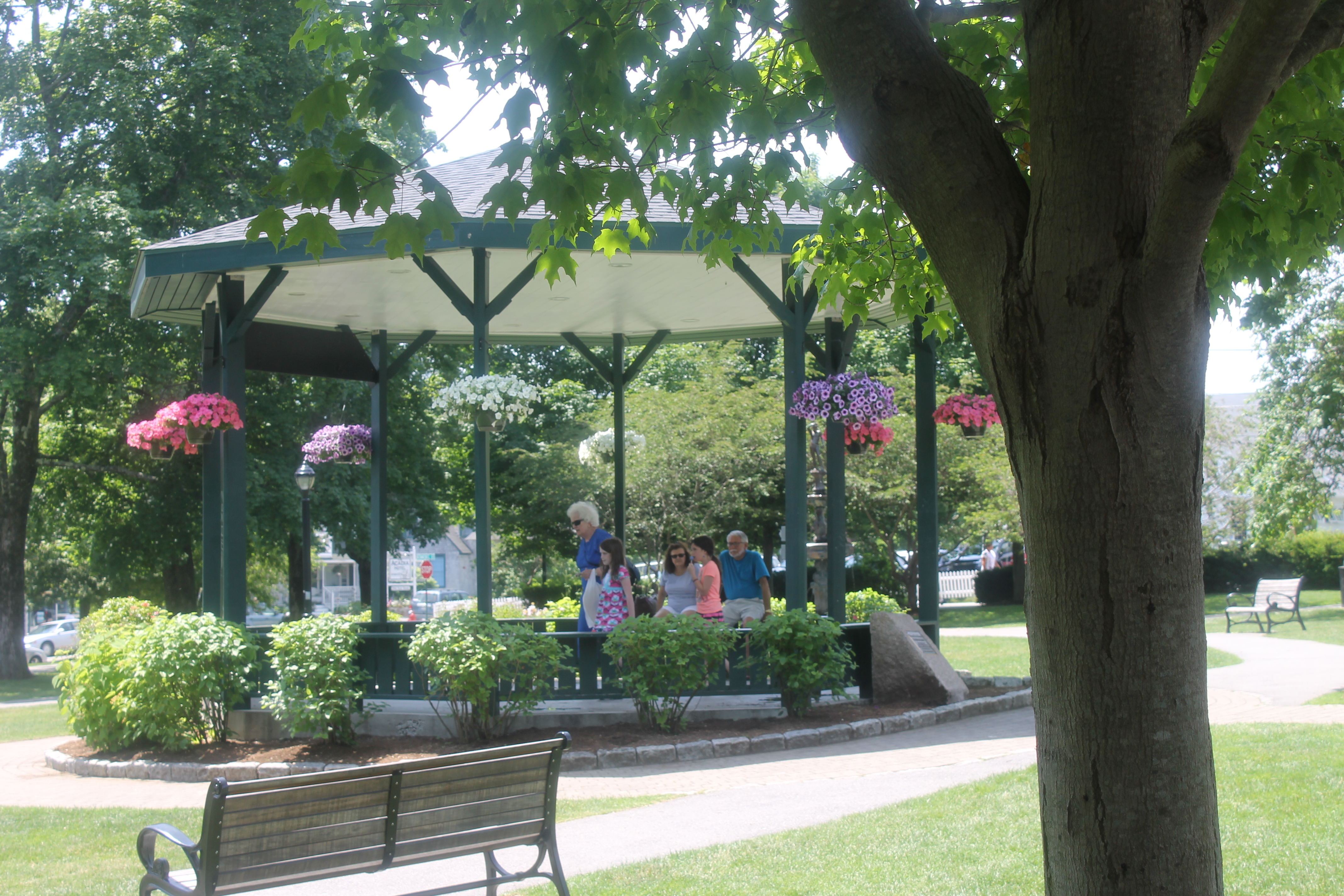
Pavillon à Village Green, 2014.